# Hellboy: The Chained Coffin and Others
Hellboy: The Chained Coffin and Others é uma revista em quadrinhos norte-americana criada por Mike Mignola e publicada pela editora Dark Horse Comics, em agosto de 1998. O principal personagem é o super-herói Hellboy, em sua terceira edição, que reúne mini-séries, one-shots e funcionalidades do detetive paranormal Hellboy.